# The Conrad Boys
The Conrad Boys – amerykański dramat filmowy w reżyserii Justina Lo z 2006 r.